# Martin Ohm

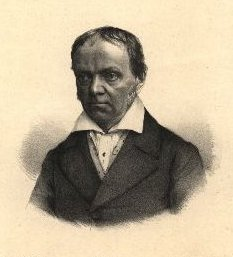
Martin Ohm

Martin Ohm (* 6. Mai 1792 in Erlangen; † 1. April 1872 in Berlin) war ein deutscher Mathematiker.

## Leben
Im Jahre 1811 promovierte er unter der Leitung von Karl Christian von Langsdorf zum Dr. phil an der Friedrich-Alexander-Universität Erlangen. 1821 wurde er als Privatdozent nach Berlin berufen, 1824 außerordentlicher und 1839 ordentlicher Professor. 1826 wurde er als korrespondierendes Mitglied in die Russische Akademie der Wissenschaften in Sankt Petersburg aufgenommen. 1832 wurde er korrespondierendes Mitglied der Bayerischen Akademie der Wissenschaften. Von 1849 bis 1852 war er Mitglied des Preußischen Abgeordnetenhauses. Sein älterer Bruder war der Physiker Georg Simon Ohm.
Wissenschaftlich ist Martin Ohm durch die neun Bände zum „Versuch eines vollkommenen, consequenten Systems der Mathematik“ (1822 bis 1852) in Erscheinung getreten. Von ihm stammt auch der Begriff Goldener Schnitt. Die Ohmstraße in Berlin-Mitte trägt seinen Namen.
Martin Ohm starb am 1. April 1872 in Berlin im Alter von 79 Jahren.

## Schüler
Friedrich August, Friedrich Bachmann, Paul Bachmann, Joseph Brutkowski, Heinrich Eduard Heine, Rudolf Lipschitz, Leo Pochhammer, Friedrich Prym, Wilhelm Wagner, Hermann Waldaestel, Wilhelm Wernicke.

## Schriften
- Martin Ohm: Aufsätze aus dem Gebiete der höhern Mathematik. Reimer, Berlin 1823, urn:nbn:de:hbz:061:1-507883.
- (Bearbeiter): Lehrbuch für den gesammten mathematischen Elementar-Unterricht an Gymnasien, höhern Bürger- und Militair-Schulen. Leipzig: Friedrich Volkmar 1836.
- Martin Ohm: Die Lehre der endlichen Differenzen und Summen und der reellen Faktoriellen und Fakultäten, so wie die Theorie der bestimmten Integrale.  Friedr. Korn’sche Buchhandlung, Nürnberg 1851. Band 8 der Reihe: „Versuch eines vollkommenen, consequenten Systems der Mathematik.“
- Martin Ohm: Die Auswertungs=Methoden bestimmter Integrale, so wie die Theorie der Reihen und der Integrale des Fourier. Friedr. Korn’sche Buchhandlung, Nürnberg 1852. Band 9 der Reihe: „Versuch eines vollkommenen, consequenten Systems der Mathematik.“